# Dide
Dide (cyr. Диде) – wieś w Czarnogórze, w gminie Cetynia. W 2003 roku pozostawała niezamieszkana.